# World community grid
World Community Grid (WCG) este o rețea mare de calcul public pentru a lucra pe proiecte de cercetare științifică care ajută oamenii. Oamenii donează timp pe calculatoarele personale pentru proiect. Software-ul poate fi setat pentru a rula numai atunci când computerul nu este utilizat pentru alte lucrări.
WCG a început să funcționeze pe data de 16 noiembrie 2004. Este coordonată de IBM să utilizeze software-ul Berkeley Open Infrastructure for Network Computing (BOINC). Software-ul pentru grila computerelor personale este disponibil pentru sistemele de operare Windows, Linux, Mac OS X și Android.
Proiectele de cercetare ale rețelei comunitare au realizat analize ale aspectelor genomul uman, HIV, febra denga, distrofie musculară, cancer, gripa, randamentele culturilor de orez și energia regenerabilă.
Proiectele deschise care rulează începând din mai 2015 caută tratamente pentru virusul Ebola și HIV, căutând noi materiale pentru următoarea generație de celule solare, comparând genomul multor organisme și investigând genele canceroase. Începând din mai 2015, organizația a colaborat cu 467 de alte companii și organizații pentru a-și ajuta activitatea și are peste 65.000 de utilizatori activi înregistrați.

## Istoric
În 2003, IBM și alți participanți la cercetare au sponsorizat Proiectul de cercetare gastro-intestinală pentru a accelera descoperirea unui remediu pentru variolă. Studiul de variolă a folosit o rețea de calcul distribuită masiv pentru a analiza eficacitatea compușilor împotriva variolei. Proiectul le-a permis oamenilor de știință să controleze 35 de milioane de potențiale molecule de medicamente împotriva mai multor proteine de variole pentru a identifica candidații buni pentru a se dezvolta în tratamente pentru variole. În primele 72 de ore, au fost returnate 100.000 de rezultate. Până la sfârșitul proiectului, au fost identificați 44 de candidați puternici de tratament. Pe baza succesului studiului privind variola, IBM a anunțat crearea rețelei comunitare mondiale pe 16 noiembrie 2004, cu scopul de a crea un mediu tehnic în care ar putea fi prelucrate alte cercetări umanitare.